# Тілопо червоновусий
Тілопо червоновусий (Ptilinopus mercierii) — вимерлий вид голубоподібних птахів родини голубових (Columbidae). Був ендеміком Французької Полінезії.

## Опис
Довжина птаха становила 21-23 см. Верхня частина голови і щоки були яскраво-пурпуровими, горло було жовтуватим, шия і груди були сріблясто-сірими із зеленуватим відтінком. Нижня частина тіла була яскраво-золотисто-жовтою. Спина і крила були яскраво-зеленими із золотистим відтінком. Хвіст був темно-зелений, кінець хвоста був білим. Представники підвиду P. m. tristrami вирізнялися світлішим, жовтішим забарвлення, а також жовтою смугою, що окаймляла пурпурову пляму на голові. Загалом чероновусі тілопо були подібними до білолобих тілопо.

## Підвиди
Виділяли два підвиди:
- † P. m. mercierii (Des Murs & Prévost, 1849) — острів Нуку-Хіва;
- † P. m. tristrami Salvadori, 1892 — острів Хіва-Оа.

## Поширення і екологія
Червоновусі тілопо жили у вологих гірських тропічних лісах, на відміну від білолобих тілопо, які віддавали перевагу долинам. Зустрічалися на висоті до 1370 м над рівнем моря.

## Вимирання
Номінативний підвид P. m. mercierii відомий лише за голотипом, який був зібраний під час експедиції фрегата Venus під командуванням французького мореплавця Абеля Обера дю Петі-Туара 1836-1839 рр). Імовірно, вже на момент відкриття цей підвид був рідкісним. Під час експедиції Вітні в Південних морях (1921-1923 рр) цей підвид не спостерігався; також він не був помічений під час експедицій Девіда Холіока і Жана-Клода Тібо в 1972 і 1975 роках. Імовірно, причиною вимирання підвиду P. m. mercierii стала поява на острові інтродукованих кішок і щурів.
Підвид P. m. tristrami був відкритий американським дослідником Ендрю Гареттом і науково описаний Томмазо Сальвадорі в 1892 році. В подальшому наукові отримали ще кілька зразків цього підвиду. Востаннє птах спостерігався в 1922 році, коли експедиція Вітні отримала 14 зразків цього підвиду. Імовірно, причиною вимирання P. m. mercierii також були інвазивні кішки і щури, а також вірігінські пугачі (Bubo virginianus).